# جيجي (كاتب ورسام كاريكاتير)
جوزيف جيلين المعروف باسم جيجي ، وُلد في 13 يناير 1914 في جدين وتوفي في 19 يونيو 1980 في فرساي ، وهو كاتب ورسام كاريكاتير بلجيكي .

## روابط خارجية
- جيجي على موقع IMDb (الإنجليزية)
- جيجي على موقع قاعدة بيانات الفيلم (الإنجليزية)